# Емигранти (филм, 2002)
„Емигранти“ е български телевизионен и игрален филм (психологическа драма) от 2002 година на режисьорите Ивайло Христов и Людмил Тодоров, по сценарий на Людмил Тодоров. Оператор е Стефан Иванов. Музиката във филма е композирана от Дони. Художник е Владо Шишков.

## Награди
- Награда за най-добър български филм от Международния филмов фестивал в София, 2003

## Актьорски състав
| Роля               | Изпълнител             |
| ------------------ | ---------------------- |
| Мъро               | Иван Радоев            |
| Ивайло-„Шпера“     | Деян Донков            |
| Юри                | Валери Йорданов        |
| Светла             | Параскева Джукелова    |
| Елена              | Маргита Гошева         |
| майката на Мариела | Искра Радева           |
| Мариела            | Антоанета Добрева-Нети |
| Нели               | Нона Йотова            |
| Гошо               | Иван Савов             |
| русият             | Атанас Атанасов        |
| бат Ач             | Александър Дойнов      |
|                    | Стефан Щерев           |